# 138-й ближнебомбардировочный авиационный полк
138-й бомбардировочный авиационный полк — авиационная воинская часть ВВС РККА бомбардировочной авиации в Великой Отечественной войне.

## Наименования полка

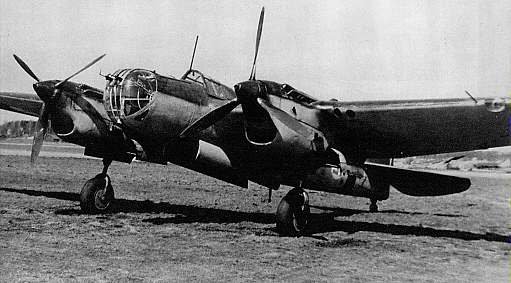
Самолет СБ стоял на вооружении полка с начала формирования. На этих самолётах полк уничтожал танковую группу Клейста, прорвавшуюся на грубешувском направлении.

- 138-й скоростной бомбардировочный авиационный полк[1];
- 138-й ближнебомбардировочный авиационный полк;
- 805-й штурмовой авиационный полк[1][2];
- 805-й штурмовой авиационный ордена Суворова полк[3];
- 805-й штурмовой авиационный Берлинский ордена Суворова полк[4].

## История и боевой путь полка
Полк сформирован как 138-й скоростной бомбардировочный авиационный полк. Именуется также как 138-й ближнебомбардировочный авиационный полк. Перед началом войны базировался на аэродроме Узине и Житные Горы. На вооружении имел самолёты СБ.
С началом войны полк принимал участие в боевых действиях в составе 19-й авиационной дивизии ВВС 12-й армии ВВС Юго-Западного фронта. Полк участвует в Приграничном сражении и Киевской оборонительной операции. Экипажи полка поддерживали наземные войска западнее города Станислав и на уманском направлении, уничтожая танки, мотомеханизированные части и живую силу противника в районах Сокаль, Крыстынополь, Берестечко, Дубно, Ровно, Шепетовка, Бердичев. С переходом на ночную работу части дивизии уничтожали самолёты на аэродромах Житомир, Скоморохи, Бердичев, Белая Церковь, Узин, Городище, Кировоград, наносили бомбовые удары по скоплениям вражеских войск в районах Канев, Кременчуг, Черкассы, Окуниново. Основной задачей полка в этот период было уничтожение танковой группы Клейста, прорвавшейся на грубешувском направлении.
В процессе боевых действий полк пополнен самолётами: 12 СБ и 1 Пе-2. После понесенных тяжелых потерь 13 июля 1941 года полк выведен из состава дивизии на переформирование и убыл для переформирования на станцию Тихорецкая. Оставшуюся матчасть передал в 33-й ближнебомбардировочный авиационный полк и 136-й ближнебомбардировочный авиационный полк.
Всего за период боевых действий полк 452 боевых вылета.
При пополнении полка в Астрахани 13 марта 1942 года на базе полка на основании шифротелеграммы заместителя народного комиссара обороны № 22/70ш от 13.03.1942 года по штату 015/176 сформирован 805-й штурмовой авиационный полк.
В составе действующей армии полк находился с 22 июня по 19 июля 1941 года.

## Командиры полка
- майор Козин Михаил Николаевич[1], 1940 — 13.03.1942

## В составе объединений
| Дата          | Фронт (округ)                 | Армия          | Дивизия                  | Примечания |
| ------------- | ----------------------------- | -------------- | ------------------------ | ---------- |
| 1940 г.       | Киевский особый военный округ | ВВС округа     | 19-я авиационная дивизия |            |
| 22.06.1941 г. | Юго-Западный фронт            | ВВС 12-й армии | 19-я авиационная дивизия |            |
| 13.07.1941 г. | Сталинградский военный округ  | ВВС округа     |                          |            |
| 13.03.1942 г. | Сталинградский военный округ  | ВВС округа     |                          |            |

## Участие в сражениях и битвах
- Приграничные сражения — с 22 по 29 июня 1941 года
- Киевская оборонительная операция — с 7 по 13 июля 1941 года.
  - Сражение под Уманью